# LEF

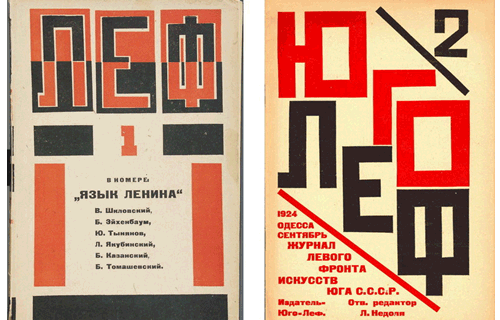
Portadas de dos números de la revista LEF diseñadas por Aleksandr Ródchenko.

LEF (en ruso: ЛЕФ, acrónimo de Левый фронт искусств, Levy front iskusstv o Frente de Izquierda de las Artes), fue un colectivo cuyas iniciales dieron título a su vez a una revista de vanguardia rusa de la década de 1920. El objetivo del grupo y la revista, como especificaban en uno de los primeros números, era «revisar la ideología y la práctica del llamado arte de izquierda, y abandonar el individualismo para incrementar el valor del arte para el desarrollo el comunismo».

## Historia
El LEF, creado en Petrogrado en 1923, reunió a un grupo de escritores, artistas y críticos de la vanguardia rusa, entre los que se encontraban el poeta Vladímir Mayakovski, el realizador Serguéi Eisenstein, el dramaturgo Serguéi Tretiakov, el pintor Aleksandr Ródchenko, o el crítico y editor Ósip Brik. El frente vanguardista publicó las revistas LEF (1923-1925) y Novy LEF (1927-1928), como plataforma de oposición al conservadurismo burocrático de la política soviética. También sirvió de escaparate para la plataforma de "Arte de Producción" del INJUK («Institut Judózhestvennoy Kultury» o Instituto de Cultura Artística), a través del cual se crearon más de 150 espots propagandísticos y diseños publicitarios, con Ródchenko como diseñador gráfico y Mayakovski como 'creativo'.

### LEF(revista)
En 1923, contando con fondos del estado soviético y recuperando cierto espíritu de la obra literaria de León Trotski para la revolución, el crítico Ósip Brik y el poeta y pintor Vladímir Mayakovski crearon la revista LEF, que se convirtió en el portavoz de la izquierda "productivista" del Constructivismo. Las portadas fueron diseñadas por Aleksandr Ródchenko y desde un principio se presentaron con innovadores fotomontajes. Incluyó tanto largos poemas de Mayakovski y Serguéi Eisenstein, obras más políticas y periodísticas (como La caballería roja de Isaak Bábel).
En el núcleo fundador formado por Mayakovski estarían Borís Arvátov, Alekséi Gan -autor de El constructivismo en 1922-, Nikolái Tarabukin, Borís Kushner y el mencionado Ósip Brik. La revista tuvo siete números entre 1923 y 1925.

### Nueva LEF(revista)
En 1927, Mayakovski editó la Nueva LEF (Новый ЛЕФ, Novy LEF),  junto con el dramaturgo, guionista y fotógrafo Serguéi Tretiakov, como signo de un nuevo giro en la teoría y en la práctica productivista. En ella se acuñó un nuevo experimento, la factografía, que proponía la fotografía documental como caballo de batalla para la clase obrera, y que luego influyó en la filosofía de Walter Benjamin y Bertolt Brecht. Nueva LEF formaría un frente artístico común con otras publicaciones como la revista de arquitectura constructivista SA, que editaron Moiséi Guínzburg y Aleksandr Vesnín y Proletárskoie Foto. Acusada de formalista, la Nueva LEF cerró en 1929 tras disputas en su dirección entre Mayakovski y Tretiakov.